# ديسكوردية
الديسكوردية، (بالإنجليزية: Discordianism وتعني مذهب المخالفين)‏ هي دين وفلسفة تبجل وتعبد وتعتنق كل ما يتعلق بإيريس (التي تسمى ديسكوردية)، إلهة الفوضى في الثقافة اليونانية والرومانية. تأسست عام 1958-1959 بعد نشر أول كتبها المقدسة بعنوان «مباديء الديسكوربية» (بالإنجليزية: Principia Discordia)‏ والتي ألفها شخصين باسمين مستعارين هما: «مالاكليبس الأصغر» و«عمر الخيام رايفنهورست». ترتبط الديانة بمبادئ الزن والفلسفة الطاوية لما تعتنقه من مباديء العبثية. هناك جدل حول اعتباره ديانة تهكمية. فالديسكوريين يستعملون الفكاهة الهدامة لنشر تعاليمهم ولتجنب تحويل معنقداتهم إلى شريعة. من الصعب تحديد عدد الديسكوديين إذ أن معظمهم يلتحقون بأكثر من ديانة على أساس أن الديسكوردية تسمح بتعدد المعتقد.

## بوإي
وتعرف الديانة باسم «بوإي» (من Paratheo-Anametamystikhood Of Eris Esoteric التي تعني «عدم تنظيم لانبوي غير ديني»). ففي كتابهم، تقسم هيكلية إلى خمسة أقسام: 
.
بالنسبة لهم، بوإي هي قبيلة من الفلاسفة ورجال الدين والسحرة والعلماء والمهرجين وكل مجنون مثلهم، المفتونين بإيريس إلاهة الفوضى والارتباك وكل ما تفعله. كما يلتزمون يقانون الخمسة وطائفة عمر ويلتزمون بالـ23 المقدس.

## الباباوات
يعتبروا أن أي شخص على الأرض هو بابا ويمكن الحصول على بطاقة هوية تثبت ذلك عند شرائهم كتابهم المقدس. يذكر على بطاقة الهوية أن "البابا هو سلطة لا يأتمر بأي سلطة أخرى. ومن مهمات البابا: "توسل النجاح في كل زمان وبمفعول رجعي"، "إعادة هندسة الكنيسة الإيرسية بالكامل"، "التعميد، والزاج والفن، بموافقة القتيل في الحاتين الأخيرتين"، "تحريم وعدم تحريم وإعادة تحريم وتحريم ÷عادة تحريم نفسه/هم/هن/نا/ وأخرين (حسب الطلب)"، "القيام بكل الأعمال التي تحرج البابا الديسكوردي".

## الإبيسكوبوسيس
الإبيكوبوسيس هم المشرفون على طائفة الديسكورديا والذين أوجدوها. يتكلمون مع إيريس من خلال الغدة الصنوبرية. وبمعتقدهم أن إيريس تقول أشياء مختلفة لكل واحد منهم، وفي بعض الأحيان تكون متناقضة.
ولكل منهم اسم أو صفة عجيبة مثل ملالكليبس الأصغر، أو العلي-القدير أبالكثر بالعذرية المذهة، أو اللورد عمر الخيام رايفنهورست، البروفسور ميوتشاو، الخ.

يعتقد الديسكورديون أن قانون الخمسة يقول أن «كل الأشياء inter تحدث بخمسات أو تقسم على خمسة أو تضرب بخمسة أو بطريقة ما، لها علاقة بالخمسة. وأن قانون الخمسة لا يخطيء».